# Ánimas de Cucao
Las Ánimas de Cucao son seres fantasmales de la mitología chilota que habitarían en los alrededores de la localidad de Cucao, comuna de Chonchi, región de los Lagos de Chile.

## Leyenda

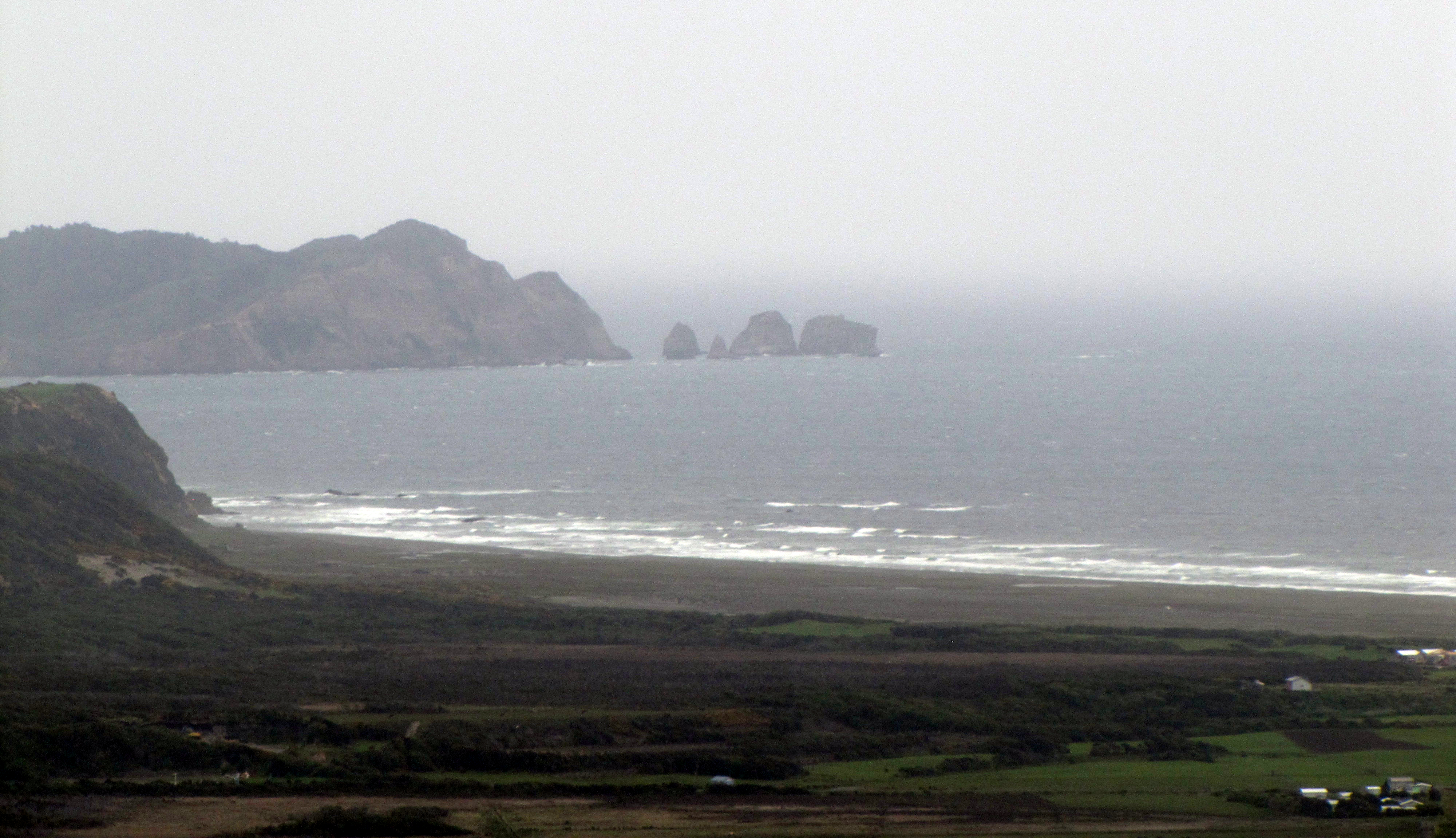
Punta Pirulil, costa occidental de la Isla Grande de Chiloé.

Los chilotes cuentan que en los alrededores de Cucao, en los acantilados de la bahía en los roqueríos del sector de Pirulil, además de los sonidos producidos por el mar, se escuchan escalofriantes lamentos, llantos y súplicas que proceden de angustiosas ánimas de almas en pena, que rondan en esta zona.
Se dice que entre sus lamentos y llantos se siente cómo las Ánimas de Cucao, con desesperación y congoja, suplican y llaman al balsero Tempilcahue. Pero a pesar de sus lamentos, este ser no llega a buscarlas para llevarlas hasta el lugar de descanso; en el cual solo existe la felicidad y la dicha eternas para las almas. Por ello es que las Ánimas de Cucao están llorando, ya que al permanecer en este mundo, aún están influenciadas y sufriendo sus amarguras, odios, rencores y dolores que no las dejan descansar en paz.
Igualmente se menciona que si una persona llega a escuchar a las Ánimas de Cucao, no debe tratar de comunicarse con ellas y nunca llamarlas con el nombre de "Ánimas de Cucao"; ya que si lo hace, luego de pasar un año, la muerte lo buscará para ser un nuevo espíritu que forme parte de las Ánimas de Cucao.